# 吴执中 (医学家)
吴执中（1906年—1980年），辽宁新民人，中华人民共和国政治人物。
担任中国医科大学教务长、教授。1954年，当选第一届全国人民代表大会代表。